# Ďurčiná
Ďurčiná es un municipio del distrito de Žilina en la región de Žilina, Eslovaquia, con una población estimada a final del año 2024 de 1080 habitantes.
Se encuentra ubicado al oeste de la región, cerca del curso alto del río Váh (cuenca hidrográfica del Danubio) y de la frontera con la región de Trenčín.

## Demografía
| Año        | 1994 | 2004     | 2014    | 2024    |
| ---------- | ---- | -------- | ------- | ------- |
| Población  | 972  | 1072     | 1091    | 1080    |
| Diferencia |      | +10,28 % | +1,77 % | −1,00 % |

| Año        | 2023 | 2024    |
| ---------- | ---- | ------- |
| Población  | 1086 | 1080    |
| Diferencia |      | −0,55 % |